# 弗鲁瓦丰
弗鲁瓦丰（法語：Froidfond，法語發音：[fʁwafɔ̃]）是法国卢瓦尔河地区大区旺代省的一个市镇，属于莱萨布勒多洛讷区。

## 地理
弗鲁瓦丰（46°52'9"N, 1°45'30"W）面积21.51 平方千米，位于法国卢瓦尔河地区大区旺代省，该省份为法国西部沿海省份，北起大西洋卢瓦尔省和曼恩-卢瓦尔省，西临大西洋，南至滨海夏朗德省，东部及东南部与德塞夫勒省接壤。
与弗鲁瓦丰接壤的市镇（或旧市镇、城区）包括：圣艾蒂安-德梅尔莫特、图瓦、沙朗、法勒龙、拉加尔纳什、利涅龙河畔圣克里斯托夫。

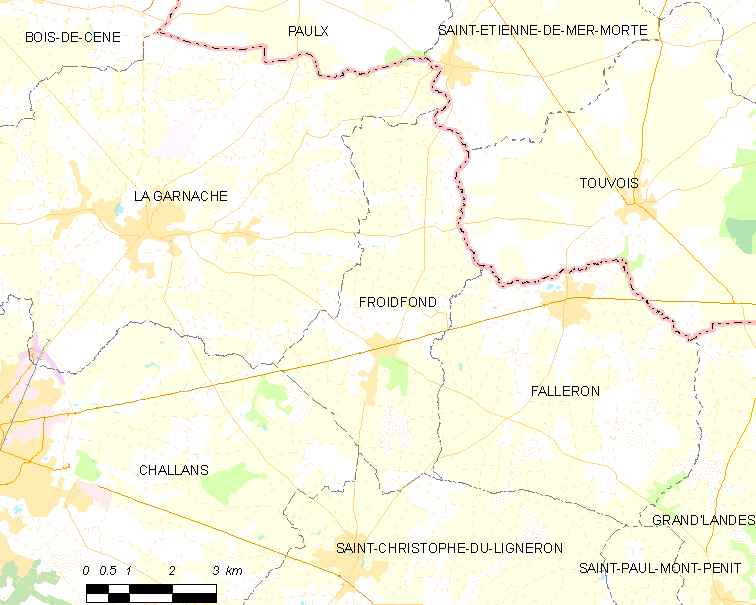
弗鲁瓦丰的OSM定位图

弗鲁瓦丰的时区为UTC+01:00、UTC+02:00（夏令时）。

## 行政
弗鲁瓦丰的邮政编码为85300，INSEE市镇编码为85095。

## 政治
弗鲁瓦丰所属的省级选区为沙朗县。

## 人口

1962-2008年间弗鲁瓦丰人口变化图示

弗鲁瓦丰于2022年1月1日时的人口数量为2128人。